# Enogasztronómia

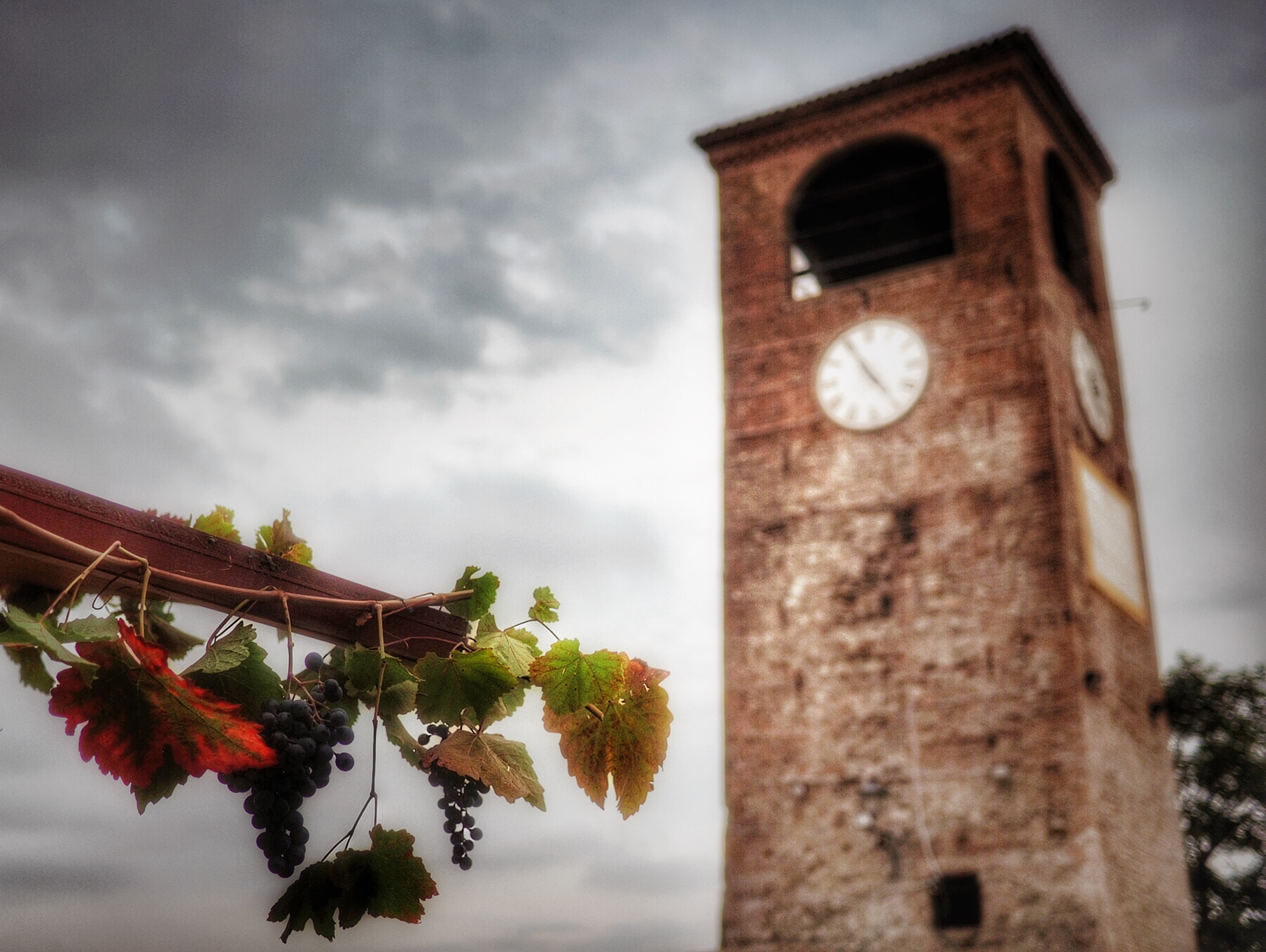
Az enogasztronómia olasz szimbólumai

Az enogasztronómia, vagy borgasztronómia a borászat és a gasztronómia, a bor és az étel együttes összhangját jelenti, ahol a két egymást kiegészítő összetevő komplementer módon létrejövő harmóniája minőségileg magasabb élményt teremt, mint amilyet a borászat, vagy a gasztronómia külön-külön hozna létre.

## Az  enogasztronómia jellemzői
Az enogasztronómia célja az étel és a bor közötti harmónia megteremtése, ez az étkezési kultúra egyik legkifinomultabb és legmagasztosabb formája.
Az enogasztronómia az egyedi ízek, a velük harmonizáló borok és a közösségben megélt kulináris élmények emlékünkben való társítását jelenti. Az enogasztronómiában való elmélyülés, maga a gyakorlás is valódi művészet, az íz, a zamat a buké felfedezésének művészete. 
Az enogasztronómia a közösségben találja meg a igazi értelmét, az együtt megélt gasztronómiai események olyan közös közvetlen és átvitt értelmű ízélményeket teremtenek, amelyek még erősebb érzelmi kötelékeket szőnek; összekötnek a bor és az ételek transzcendens és szimbolikus világával. Az étel és a bor közötti harmónia létrehozása az étkezési kultúra egyik legkifinomultabb és legmagasztosabb ősi formája.
A enogasztronómia fontos összetevője lehet a regionális marketingnek is, komplex turisztikai vonzerőt jelenthet jellegzetes boraival és gasztronómiájával jó példa erre Toszkána, vagy Provence; Villány, vagy Tokaj.

## Az enogasztronómia nemzetgazdasági jelentősége
Az enogasztronómiának az életminőségjavításon túl komoly nemzetgazdasági szerepe is van.
A 2020. szeptember-októberi adatok alapján 470 ezer ember járt a Balaton borrégióban, 143 ezer a Duna borrégióban, 318 ezer a Felső-Magyarország borrégióban, 141 ezren fordultak meg a Pannon borrégióban, 131 ezren a Felső-Pannon borrégióban, míg a Tokaji borrégiót 44 ezren keresték fel. Ugyanebben az időszakban, a 2020-as év szüreti hónapjaiban hat borrégióban közel 20 milliárd forint szálláshelybevétel keletkezett.
Az enogasztronómia  hozzájárulása az olasz nemzetgazdaság bevételeihez mintegy 5 milliárd euró volt 2011-ben.

## Európai Uniós jogszabályok
Az Európai Unió rendelkezik a gasztronómiai és borászati termékek szabályozásáról és védelméről, valamint a fogyasztókat a termelési előírásoknak megfelelően előállított mezőgazdasági és élelmiszeripari termékekhez rendelt számos eredetmegjelölésen keresztül tájékoztatja. Ez az enogasztronómiai kínálat a régiójukhoz szorosan kapcsolódó, jellegzetes kulináris és borászati termékekből álló Európát mutatja be, tükrözve a kontinensen élő különböző kultúrák földrajzát és történelmét.

## Fordítás
Ez a szócikk részben vagy egészben  az   Enogastronomia című olasz Wikipédia-szócikk ezen változatának fordításán alapul.  Az eredeti cikk szerkesztőit annak laptörténete sorolja fel. Ez a jelzés csupán a megfogalmazás eredetét és a szerzői jogokat jelzi, nem szolgál a cikkben szereplő információk forrásmegjelöléseként.